# مشاع شهید منفرد
مشاع شهید منفرد یا برکت روستایی در دهستان ارسک بخش ارسک شهرستان بشرویه استان خراسان جنوبی ایران است.

## جمعیت
بر پایه سرشماری عمومی نفوس و مسکن در سال ۱۳۹۵ جمعیت این روستا ۱۶ نفر (۱۰خانوار) بوده‌است.